# Unidad funcional
En ingeniería informática, una unidad funcional o unidad de ejecución (E-unit o EU - Execution Unit) es una parte de la unidad central de procesamiento (CPU) o unidad de procesamiento de gráficos (GPU) que realiza las operaciones y los cálculos enviados desde la unidad de instrucción. Puede tener su propia unidad de secuencia de control interna (que no debe confundirse con la unidad de control principal de la CPU), algunos registros y otras unidades internas, como una unidad lógica aritmética, una unidad de generación de direcciones, una unidad de coma flotante, una unidad de almacenamiento de carga, unidad de ejecución de rama o algunos componentes más pequeños y específicos.
Es común que las CPU modernas tengan múltiples unidades funcionales paralelas dentro de sus unidades de ejecución, lo que se conoce como diseño superescalar. El arreglo más simple es usar una sola unidad de administración de bus para administrar la interfaz de memoria y las otras para realizar cálculos. Además, las unidades de ejecución de las CPU modernas suelen estar canalizadas.